# Szlak Wody, Przemysłu i Rzemiosła w Bydgoszczy

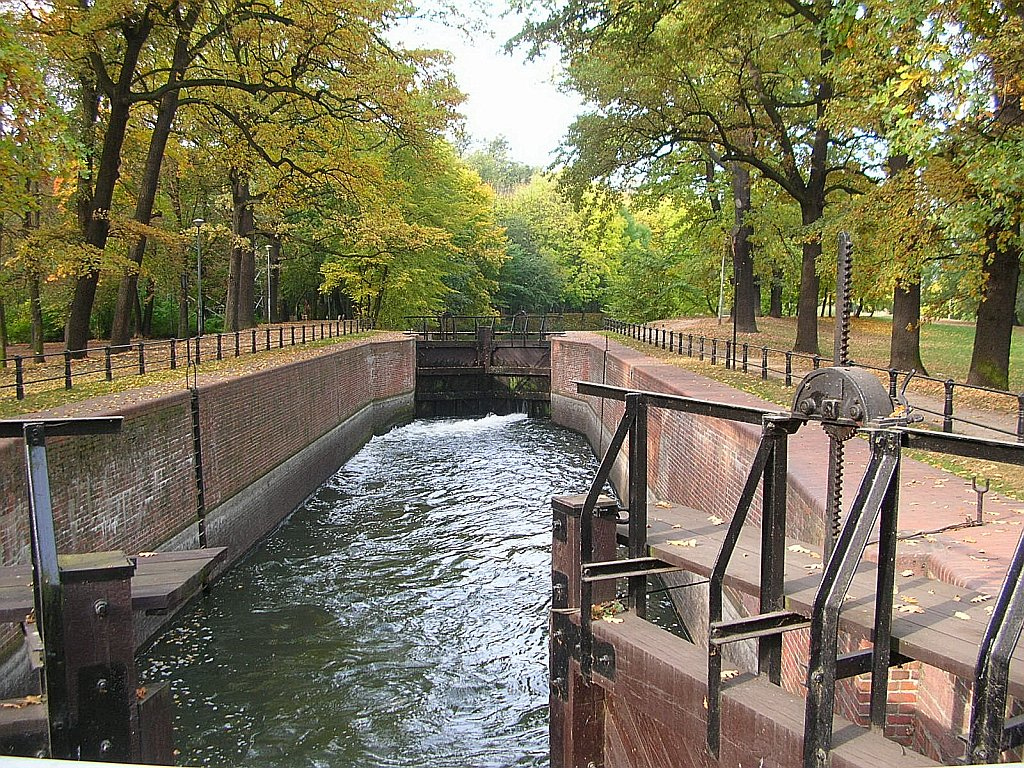
Kanał Bydgoski – śluza

Szlak Wody, Przemysłu i Rzemiosła TeH2O w Bydgoszczy (Szlak TeH2O) –  miejski turystyczny szlak tematyczny, łączący obiekty na terenie Bydgoszczy. Pierwszy tego rodzaju szlak w mieście.

## Idea
Inicjatywa utworzenia szlaku została powzięta w 2012 przez miasto Bydgoszcz w ramach międzynarodowego projektu „Shift-X”, współfinansowanego z Europejskiego Funduszu Rozwoju Regionalnego. Szlak łączy dwadzieścia obiektów o charakterze rzemieślniczym, technicznym, przemysłowym lub poprzemysłowym, a kluczem do narracji całości jest woda, pojmowana zarówno jako rzeka Brda, która przecina miasto, jak i pierwiastek chemiczny, niezbędny w procesach produkcyjnych. Rolą Szlaku jest propagowanie dziedzictwa przemysłowego miasta oraz lokalnych tradycji wodniackich i rzemieślniczych. 

## Obiekty
Na szlaku znajdują się następujące obiekty:

- Exploseum,
- Spichrze nad Brdą,
- Wyspa Młyńska,
- Wieża Ciśnień,
- Hala Pomp,
- Muzeum Mydła i Historii Brudu,
- Muzeum Fotografii,
- Regionalna Warzelnia Piwa,
- Apteka pod Łabędziem,
- Fundacja Fotografistka,
- Hotel Słoneczny Młyn,
- Fabryka Lloyda,
- Młyny Rothera,
- Pałace Ostromecko,
- Ekoelektrociepłownia ProNatura,
- Dawna Mennica,
- Muzeum Kanału Bydgoskiego,
- Introligatornia,
- Dawna Gazownia Miejska,
- Barka Lemara